# КТВ телевизија
КТВ телевизија је српска телевизијска станица. Основана је 1993. године у Зрењанину.
КТВ се емитује путем сателита. Програм се емитује и преко платформе EОН.